# Llista de topònims de Vingrau
Llista de topònims (noms propis de lloc) de Vingrau (Rosselló).
Informació actualitzada per un bot. Els canvis manuals es perdran quan s'actualitzi!

## capella
| imatge | Nom                        | Ubicat a | instància de | Detalls | coordenades                                                       | Protecció                                                 | Commons (més fotos)                           | Dades a WD                    |
| ------ | -------------------------- | -------- | ------------ | ------- | ----------------------------------------------------------------- | --------------------------------------------------------- | --------------------------------------------- | ----------------------------- |
|        | Mare de Déu del Bonconsell | Vingrau  | capella      |         | 42° 50′ 58″ N, 2° 46′ 58″ E / 42.8494°N,2.78265°E 167.2 msnm      | bé catalogat a l'Inventari general del patrimoni cultural | Chapelle Notre-Dame-du-Bon-Conseil de Vingrau | Modifica les dades a Wikidata |
|        | Santa Cecília de Genegals  | Vingrau  | capella      |         | 42° 51′ 41″ N, 2° 49′ 00″ E / 42.86139167°N,2.81677222°E 228 msnm |                                                           |                                               | Modifica les dades a Wikidata |

## església
| imatge | Nom                      | Ubicat a | instància de | Detalls | coordenades                                                                  | Protecció                                                 | Commons (més fotos)                                   | Dades a WD                    |
| ------ | ------------------------ | -------- | ------------ | ------- | ---------------------------------------------------------------------------- | --------------------------------------------------------- | ----------------------------------------------------- | ----------------------------- |
|        | Mare de Déu de Fontfreda | Vingrau  | església     |         | 42° 50′ 54″ N, 2° 46′ 36″ E / 42.848327777778°N,2.7767194444444°E 141.9 msnm | bé catalogat a l'Inventari general del patrimoni cultural | Église Notre-Dame de l'Assomption de Vingrau          | Modifica les dades a Wikidata |
|        | Santa Maria de Vingrau   | Vingrau  | església     |         | 42° 50′ 59″ N, 2° 46′ 44″ E / 42.849591666667°N,2.7787944444444°E 165.5 msnm | bé catalogat a l'Inventari general del patrimoni cultural | Ancienne église Notre-Dame de l'Assomption de Vingrau | Modifica les dades a Wikidata |

## menhir
| imatge | Nom                                        | Ubicat a                                        | instància de | Detalls | coordenades                                                                  | Protecció | Commons (més fotos) | Dades a WD                    |
| ------ | ------------------------------------------ | ----------------------------------------------- | ------------ | ------- | ---------------------------------------------------------------------------- | --------- | ------------------- | ----------------------------- |
|        | Pedra Dreta de l'Aglí                      | Espirà de l'Aglí Cases de Pena Talteüll Vingrau | menhir       |         | 42° 49′ 09″ N, 2° 47′ 46″ E / 42.819027777778°N,2.7960833333333°E            |           |                     | Modifica les dades a Wikidata |
|        | Pedra Dreta del Planal de la Coma del Llop | Vingrau                                         | menhir       |         | 42° 50′ 16″ N, 2° 49′ 07″ E / 42.837833333333°N,2.8187222222222°E 223.5 msnm |           |                     | Modifica les dades a Wikidata |

## muntanya
| imatge | Nom           | Ubicat a                       | instància de | Detalls | coordenades                                                   | Protecció | Commons (més fotos) | Dades a WD                    |
| ------ | ------------- | ------------------------------ | ------------ | ------- | ------------------------------------------------------------- | --------- | ------------------- | ----------------------------- |
|        | Mont d'Espirà | Espirà de l'Aglí Vingrau       | muntanya     |         | 42° 49′ 33″ N, 2° 48′ 03″ E / 42.825944°N,2.800722°E 458 msnm |           |                     | Modifica les dades a Wikidata |
|        | Montpeirós    | Òpol i Perellós Salses Vingrau | muntanya     |         | 42° 50′ 10″ N, 2° 54′ 09″ E / 42.836119°N,2.902386°E 354 msnm |           |                     | Modifica les dades a Wikidata |
|        | la Serra      | Vingrau                        | muntanya     |         | 42° 51′ 56″ N, 2° 47′ 38″ E / 42.865681°N,2.793761°E 576 msnm |           | Serra de Vingrau    | Modifica les dades a Wikidata |

## Misc
| imatge | Nom                        | Ubicat a                  | instància de                          | Detalls                          | coordenades                                                                                               | Protecció | Commons (més fotos)  | Dades a WD                    |
| ------ | -------------------------- | ------------------------- | ------------------------------------- | -------------------------------- | --- | --------- | -------------------- | ----------------------------- |
|        | Bosc Estatal del Baix Aglí | Vingrau                   | bosc estatal                          |                                  | 42° 50′ 43″ N, 2° 48′ 56″ E / 42.84527778°N,2.81555556°E                                                  |           |                      | Modifica les dades a Wikidata |
|        | Ribera de Vingrau          | Rosselló Vingrau Talteüll | riu                                   | Desemboca: Verdoble Llarg: 8.7km | 42° 50′ 37″ N, 2° 46′ 18″ E / 42.843704°N,2.771795°E 42° 50′ 13″ N, 2° 45′ 20″ E / 42.836876°N,2.755551°E |           |                      | Modifica les dades a Wikidata |
|        | Serra d'Espirà             | Espirà de l'Aglí Vingrau  | serra                                 |                                  | 42° 49′ 33″ N, 2° 48′ 03″ E / 42.825944444444445°N,2.8007222222222223°E 458 msnm                          |           |                      | Modifica les dades a Wikidata |
|        | Serra de Vingrau           | Òpol i Perellós Vingrau   | serralada                             | Llarg: 3km                       | 42° 52′ 25″ N, 2° 47′ 39″ E / 42.873605°N,2.794132°E                                                      |           |                      | Modifica les dades a Wikidata |
|        | casa de la vila de Vingrau | Vingrau                   | instal·lació Ús: seu del govern local |                                  | 42° 50′ 56″ N, 2° 46′ 36″ E / 42.8487566163151°N,2.77659613928706°E fr:66600 VINGRAU                      |           | Town hall of Vingrau | Modifica les dades a Wikidata |
|        | cementiri antic de Vingrau | Vingrau                   | cementiri                             |                                  | 42° 50′ 58″ N, 2° 46′ 50″ E / 42.8495°N,2.7805°E                                                          |           |                      | Modifica les dades a Wikidata |
|        | pas de l'Escala            | Vingrau                   | coll                                  |                                  | 42° 50′ 52″ N, 2° 47′ 45″ E / 42.847777777778°N,2.7958333333333°E                                         |           |                      | Modifica les dades a Wikidata |